# (523758) 2014 WJ509
(523758) 2014 WJ509 est un objet transneptunien de la famille des cubewanos d'un diamètre estimé à 372 km, ce qui pourrait le qualifier comme candidat au statut de planète naine.